# Премия «Оскар» за лучшую песню к фильму
Премия «Оскар» за лучшую песню к фильму (англ. Best Original Song) — награда Американской академии кинематографических искусств и наук, присуждаемая ежегодно с 1935 года.

## Требования к номинантам
Для номинации песня должна «состоять из слов и музыки», написанных специально для фильма, «легко различима на слух», «понятна», а также должна быть использована в фильме «со словами и музыкой одновременно» (не запрещено, если песня звучит первой во время финальных титров).
Оригинал (англ.): A song must consist of words and music, both of which are original and written specifically for the film. A clearly audible, intelligible, substantive rendition of both lyric and melody must be used in the body of the film or as the first music cue in the end credits.

## Порядок номинации
Примерно за два месяца до церемонии вручения оглашается полный список возможных номинантов на премию, количество позиций в котором может разниться (так, в 2009 было более 60 песен, а в 2010 — всего 41).
Через месяц члены академии собираются для совместного просмотра видеоклипов и проставления баллов (от 1 до 10) по определённой системе, определяющей сколько песен будет номинировано. Так, если ни одна песня не набрала с среднем более 8,25 балла — то премии вручено не будет. Если необходимый уровень достигнут только одной композицией — будет номинирована она и ещё ближайшая по рейтингу. Если множество песен наберёт необходимое количество голосов, то на премию будут выдвинуты только 5 лучших.
Возможно заранее запросить разрешение на голосование домой. Тогда академику будет доставлен DVD.
Из каждого фильма могут быть номинированы только 2 композиции. Если академики дали 8,25 баллов большему количеству — будут номинированы только две с высшими оценками.

## Список победителей и номинантов

### 1935—1940
| Церемония   | Песня                               | Фильм                              | Музыка и слова                                           |
| ----------- | ----------------------------------- | ---------------------------------- | -------------------------------------------------------- |
| 7-я (1935)  | • The Continental                   | «Весёлая разведённая»              | музыка: Кон Конрад, слова: Герберт Мэгидсон              |
| 7-я (1935)  | • Carioca                           | «Полёт в Рио»                      | музыка: Винсент Юмэнс, слова: Эдвард Элиску и Гас Кан    |
| 7-я (1935)  | • Love in Bloom                     | «Она меня не любит»                | музыка: Ральф Рейнджер, слова: Лео Робин                 |
| 8-я (1936)  | • Lullaby of Broadway               | «Золотоискатели 1935-го»           | музыка: Гарри Уоррен, слова: Эл Дубин                    |
| 8-я (1936)  | • Lovely to Look at                 | «Роберта»                          | музыка: Джером Керн, слова: Дороти Филдс и Джимми МакХью |
| 8-я (1936)  | • Cheek to Cheek                    | «Цилиндр»                          | музыка и слова: Ирвинг Берлин                            |
| 9-я (1937)  | • The Way You Look Tonight          | «Время свинга»                     | музыка: Джером Керн, слова: Дороти Филдс                 |
| 9-я (1937)  | • I’ve Got You Under My Skin        | «Рождённая танцевать»              | музыка и слова: Коул Портер                              |
| 9-я (1937)  | • Pennies from Heaven               | «Пенни с неба»                     | музыка: Артур Джонстон, слова: Джонни Берк               |
| 9-я (1937)  | • When Did You Leave Heaven         | «Sing, Baby, Sing»                 | музыка: Ричард Эй. Уайтинг, слова: Уолтер Баллок         |
| 9-я (1937)  | • Did I Remember                    | «Сюзи»                             | музыка: Уолтер Дональдсон, слова: Гарольд Адамсон        |
| 9-я (1937)  | • A Melody from the Sky             | «Тропинка одинокой сосны»          | музыка: Льюис Алтер, слова: Сидни Ди. Митчел             |
| 10-я (1938) | • Sweet Leilani                     | «Свадьба на Вайкики»               | музыка и слова: Гарри Оуэнс                              |
| 10-я (1938) | • Whispers in the Dark              | «Художники и модели»               | музыка: Фридрих Холлендер, слова: Лео Робин              |
| 10-я (1938) | • Remember Me                       | «Mr. Dodd Takes the Air»           | музыка: Гарри Уоррен, слова: Эл Дубин                    |
| 10-я (1938) | • They Can’t Take That Away from Me | «Потанцуем?»                       | музыка: Джордж Гершвин (посмертно), слова: Айра Гершвин  |
| 10-я (1938) | • That Old Feeling                  | «Вок 1938-го года»                 | музыка: Сэмми Фейн, слова: Лью Браун                     |
| 11-я (1939) | • Thanks for the Memory             | «Большое радиовещание в 1938 году» | музыка: Ральф Рейнджер, слова: Лео Робин                 |
| 11-я (1939) | • Always and Always                 | «Манекен»                          | музыка: Эдвард Вард, слова: Джордж Форрест и Роберт Райт |
| 11-я (1939) | • Change Partners                   | «Беззаботная»                      | музыка и слова: Ирвинг Берлин                            |
| 11-я (1939) | • The Cowboy and the Lady           | «Ковбой и леди»                    | музыка: Лайонел Ньюмен, слова: Артур Кьюнзер             |
| 11-я (1939) | • Dust                              | «Под западными звёздами»           | музыка и слова: Джонни Марвин                            |
| 11-я (1939) | • Jeepers Creepers                  | «Достижение успеха»                | музыка: Гарри Уоррен, слова: Джонни Мёрсер               |
| 11-я (1939) | • Merrily We Live                   | «Весело мы живём»                  | музыка: Фил Крейг, слова: Артур Кьюнзер                  |
| 11-я (1939) | • A Mist over the Moon              | «Леди возражает»                   | музыка: Бен Оакланд, слова: Оскар Хаммерстайн II         |
| 11-я (1939) | • My Own                            | «Тот самый возраст»                | музыка: Джимми МакХью, слова: Гарольд Адамсон            |
| 11-я (1939) | • Now It Can Be Told                | «Рэгтайм Бэнд Александра»          | музыка и слова: Ирвинг Берлин                            |
| 12-я (1940) | • Over the Rainbow                  | «Волшебник страны Оз»              | музыка: Гарольд Арлен, слова: Ип Харбург                 |
| 12-я (1940) | • Faithful Forever                  | «Путешествия Гулливера»            | музыка: Ральф Рейнджер, слова: Лео Робин                 |
| 12-я (1940) | • I Poured My Heart into a Song     | «Вторая скрипка»                   | музыка и слова: Ирвинг Берлин                            |
| 12-я (1940) | • Wishing                           | «Любовный роман»                   | музыка и слова: Бадди ДеСильва                           |

### 1941—1950
| Церемония   | Песня                                      | Фильм                               | Музыка и слова                                               |
| ----------- | ------------------------------------------ | ----------------------------------- | ------------------------------------------------------------ |
| 13-я (1941) | • When You Wish upon a Star                | «Пиноккио»                          | музыка: Ли Харлайн, слова: Нэд Вашингтон                     |
| 13-я (1941) | • Down Argentine Way                       | «Down Argentine Way»                | музыка: Гарри Уоррен, слова: Мак Гордон                      |
| 13-я (1941) | • I’d Know You Anywhere                    | «Вы узнаете»                        | музыка: Джимми МакХью, слова: Джонни Мёрсер                  |
| 13-я (1941) | • It’s a Blue World                        | «Музыка в сердце моём»              | музыка: Джордж Форрест, слова: Роберт Райт                   |
| 13-я (1941) | • Love of My Life                          | «Второй хор»                        | музыка: Арти Шоу, слова: Джонни Мёрсер                       |
| 13-я (1941) | • Only Forever                             | «Ритм на реке»                      | музыка: Джеймс Монако, слова: Джонни Берк                    |
| 13-я (1941) | • Our Love Affair                          | «Играйте, музыканты»                | музыка и слова: Роджер Эденс и Джорджи Столл                 |
| 13-я (1941) | • Waltzing in the Clouds                   | «Весенний вальс»                    | музыка: Роберт Штольц, слова: Гас Кан                        |
| 13-я (1941) | • Who Am I?                                | «Хит парад 1941-го года»            | музыка: Жюль Стайн, слова: Уолтер Баллок                     |
| 14-я (1942) | • The Last Time I Saw Paris                | «Леди, будьте лучше»                | музыка: Джером Керн, слова: Оскар Хаммерстайн II             |
| 14-я (1942) | • Baby Mine                                | «Дамбо»                             | музыка: Фрэнк Черчилль, слова: Нэд Вашингтон                 |
| 14-я (1942) | • Be Honest With Me                        | «Ridin’ on a Rainbow»               | музыка и слова: Джин Отри и Фред Роуз                        |
| 14-я (1942) | • Blues in the Night                       | «Блюз ночью»                        | музыка: Гарольд Арлен, слова: Джонни Мёрсер                  |
| 14-я (1942) | • Boogie Woogie Bugle Boy of Company B     | «Рядовые»                           | музыка: Хью Принц, слова: Дон Рэй                            |
| 14-я (1942) | • Chattanooga Choo Choo                    | «Серенада солнечной долины»         | музыка: Гарри Уоррен, слова: Мак Гордон                      |
| 14-я (1942) | • Dolores                                  | «Ночи Лас-Вегаса»                   | музыка: Лу Алтер, слова: Фрэнк Лоессер                       |
| 14-я (1942) | • Out of the Silence                       | «All-American Co-Ed»                | музыка и слова: Ллойд Би. Норлайнд                           |
| 14-я (1942) | • Since I Kissed My Baby Goodbye           | «Ты никогда не будешь богаче»       | музыка и слова: Коул Портер                                  |
| 15-я (1943) | • White Christmas                          | «Праздничная гостиница»             | музыка и слова: Ирвинг Берлин                                |
| 15-я (1943) | • Always in My Heart                       | «Всегда в моём сердце»              | музыка: Эрнесто Лекуона, слова: Ким Ганнон                   |
| 15-я (1943) | • Dearly Beloved                           | «Ты никогда не была восхитительнее» | музыка: Джером Керн, слова: Джонни Мёрсер                    |
| 15-я (1943) | • How About You?                           | «Юнцы на Бродвее»                   | музыка: Бертон Лейн, слова: Ральф Фрид                       |
| 15-я (1943) | • I’ve Heard That Song Before              | «Youth on Parade»                   | музыка: Жюль Стайн, слова: Сэмми Кан                         |
| 15-я (1943) | • I’ve Got a Gal in Kalamazoo              | «Жёны оркестрантов»                 | музыка: Гарри Уоррен, слова: Мак Гордон                      |
| 15-я (1943) | • Love Is a Song                           | «Бэмби»                             | музыка: Фрэнк Черчилль (посмертно), слова: Ларри Мори        |
| 15-я (1943) | • Pennies for Peppino                      | «Flying with Music»                 | музыка: Эдвард Вард, слова: Джордж Форрест и Роберт Райт     |
| 15-я (1943) | • Pig Foot Pete                            | «Hellzapoppin'»                     | музыка: Джин Де Пол, слова: Дон Рэй                          |
| 15-я (1943) | • There’s a Breeze on Lake Louise          | «The Mayor of 44th Street»          | музыка: Гарри Рэвел, слова: Морт Грин                        |
| 16-я (1944) | • You’ll Never Know                        | «Hello Frisco, Hello»               | музыка: Гарри Уоррен, слова: Мак Гордон                      |
| 16-я (1944) | • Change of Heart                          | «Хит Парад»                         | музыка: Жюль Стайн, слова: Гарольд Адамсон                   |
| 16-я (1944) | • Happiness is a Thing Called Joe          | «Хижина на небесах»                 | музыка: Гарольд Арлен, слова: Ип Харбург                     |
| 16-я (1944) | • My Shining Hour                          | «Небо — это граница»                | музыка: Гарольд Арлен, слова: Джонни Мёрсер                  |
| 16-я (1944) | • Saludos Amigos                           | «Привет, друзья!»                   | музыка: Чарльз Уолкотт, слова: Нэд Вашингтон                 |
| 16-я (1944) | • Say a Prayer for the Boys Over There     | «То, что она не отдаст»             | музыка: Джимми МакХью, слова: Герберт Мэгидсон               |
| 16-я (1944) | • That Old Black Magic                     | «Star Spangled Rhythm»              | музыка: Гарольд Арлен, слова: Джонни Мёрсер                  |
| 16-я (1944) | • They’re Either Too Young or Too Old      | «Благодари судьбу»                  | музыка: Артур Шварц, слова: Фрэнк Лоессер                    |
| 16-я (1944) | • We Mustn’t Say Good Bye                  | «Солдатский клуб»                   | музыка: Джеймс Монако, слова: Эл Дубин                       |
| 16-я (1944) | • You’d Be So Nice to Come Home To         | «Something to Shout About»          | музыка и слова: Коул Портер                                  |
| 17-я (1945) | • Swinging on a Star                       | «Идти своим путём»                  | музыка: Джеймс Ван Хьюсен, слова: Джонни Берк                |
| 17-я (1945) | • I Couldn’t Sleep a Wink Last Night       | «Выше и выше»                       | музыка: Джимми МакХью, слова: Гарольд Адамсон                |
| 17-я (1945) | • I’ll Walk Alone                          | «Следуя за парнями»                 | музыка: Жюль Стайн, слова: Сэмми Кан                         |
| 17-я (1945) | • I’m Making Believe                       | «Sweet and Low-Down»                | музыка: Джеймс Монако, слова: Мак Гордон                     |
| 17-я (1945) | • Long Ago and Far Away                    | «Девушка с обложки»                 | музыка: Джером Керн, слова: Айра Гершвин                     |
| 17-я (1945) | • Now I Know                               | «Вступайте в ряды армии»            | музыка: Гарольд Арлен, слова: Тед Колер                      |
| 17-я (1945) | • Remember Me to Carolina                  | «Minstrel Man»                      | музыка: Гарри Рэвел, слова: Пол Френсис Уэбстер              |
| 17-я (1945) | • Rio de Janeiro                           | «Бразилия»                          | музыка: Ари Баррозу, слова: Нэд Вашингтон                    |
| 17-я (1945) | • Silver Shadows and Golden Dreams         | «Lady, Let’s Dance»                 | музыка: Лью Поллак, слова: Чарльз Ньюмен                     |
| 17-я (1945) | • Too Much in Love                         | «Song of the Open Road»             | музыка: Уолтер Кент, слова: Ким Гэннон                       |
| 17-я (1945) | • The Trolley Song                         | «Встреть меня в Сент-Луисе»         | музыка и слова: Ральф Блейн и Хью Мартин                     |
| 18-я (1946) | • It Might as Well Be Spring               | «Ярмарка штата»                     | музыка: Ричард Роджерс, слова: Оскар Хаммерстайн II          |
| 18-я (1946) | • Accentuate the Positive                  | «Сюда набегают волны»               | музыка: Гарольд Арлен, слова: Джонни Мёрсер                  |
| 18-я (1946) | • Anywhere                                 | «Сегодня вечером и каждый вечер»    | музыка: Жюль Стайн, слова: Сэмми Кан                         |
| 18-я (1946) | • Aren’t You Glad You’re You               | «Колокола Святой Марии»             | музыка: Джеймс Ван Хьюсен, слова: Джонни Берк                |
| 18-я (1946) | • The Cat and the Canary                   | «Why Girls Leave Home»              | музыка: Джей Ливингстон, слова: Рэй Эванс                    |
| 18-я (1946) | • Endlessly                                | «Earl Carroll Vanities»             | музыка: Уолтер Кент, слова: Ким Гэннон                       |
| 18-я (1946) | • I Fall In Love Too Easily                | «Поднять якоря»                     | музыка: Жюль Стайн, слова: Сэмми Кан                         |
| 18-я (1946) | • I’ll Buy That Dream                      | «Sing Your Way Home»                | музыка: Элли Врубель, слова: Герберт Мэгидсон                |
| 18-я (1946) | • Linda                                    | «История рядового Джо»              | музыка и слова: Энн Ронелл                                   |
| 18-я (1946) | • Love Letters                             | «Любовные письма»                   | музыка: Виктор Янг, слова: Эдвард Хеймен                     |
| 18-я (1946) | • More and More                            | «Не могу не петь»                   | музыка: Джером Керн (посмертно), слова: Ип Харбург           |
| 18-я (1946) | • Sleighride in July                       | «Красавица Юкона»                   | музыка: Джеймс Ван Хьюсен, слова: Джонни Берк                |
| 18-я (1946) | • So in Love                               | «Чудо-человек»                      | музыка: Дэвид Роуз, слова: Лео Робин                         |
| 18-я (1946) | • Some Sunday Morning                      | «Сан-Антонио»                       | музыка: Рэй Хеиндорф и M.K. Джером, слова: Тед Колер         |
| 19-я (1947) | • On the Atchison, Topeka and the Santa Fe | «Девушки Харви»                     | музыка: Гарри Уоррен, слова: Джонни Мёрсер                   |
| 19-я (1947) | • All Through the Day                      | «Лето столетия дня независимости»   | музыка: Джером Керн (посмертно), слова: Оскар Хаммерстайн II |
| 19-я (1947) | • I Can’t Begin to Tell You                | «Сестрички Долли»                   | музыка: Джеймс Монако (посмертно), слова: Мак Гордон         |
| 19-я (1947) | • Ole Buttermilk Sky                       | «Проход каньона»                    | музыка: Хоги Кармайкл, слова: Джек Брукс                     |
| 19-я (1947) | • You Keep Coming Back Like a Song         | «Голубые небеса»                    | музыка и слова: Ирвинг Берлин                                |
| 20-я (1948) | • Zip-a-Dee-Doo-Dah                        | «Песня Юга»                         | музыка: Элли Врубель, слова: Рэй Гилберт                     |
| 20-я (1948) | • A Gal in Calico                          | «Время, место и девушка»            | музыка: Артур Шварц, слова: Лео Робин                        |
| 20-я (1948) | • I Wish I Didn’t Love You So              | «Злоключения Полины»                | музыка и слова: Фрэнк Лоессер                                |
| 20-я (1948) | • Pass That Peace Pipe                     | «Хорошие новости»                   | музыка и слова: Ральф Блейн, Хью Мартин и Роджер Эденс       |
| 20-я (1948) | • You Do                                   | «Мама была в трико»                 | музыка: Джозеф Мироу, слова: Мак Гордон                      |
| 21-я (1949) | • Buttons and Bows                         | «Бледнолицый»                       | музыка: Джей Ливингстон, слова: Рэй Эванс                    |
| 21-я (1949) | • For Every Man There’s a Woman            | «Крепость»                          | музыка: Гарольд Арлен, слова: Лео Робин                      |
| 21-я (1949) | • It’s Magic                               | «Роман в открытом море»             | музыка: Жюль Стайн, слова: Сэмми Кан                         |
| 21-я (1949) | • This Is the Moment                       | «Та леди в Ермине»                  | музыка: Фридрих Холлендер, слова: Лео Робин                  |
| 21-я (1949) | • The Woody Woodpecker Song                | «Мокрая всеобщая лотерея»           | музыка и слова: Раме Идрисс и Джордж Тибблз                  |
| 22-я (1950) | • Baby, It’s Cold Outside                  | «Дочь Нептуна»                      | музыка и слова: Фрэнк Лоессер                                |
| 22-я (1950) | • It’s a Great Feeling                     | «Это великое чувство»               | музыка: Жюль Стайн, слова: Сэмми Кан                         |
| 22-я (1950) | • Lavender Blue                            | «Так дорого моему сердцу»           | музыка: Элиот Дэниел, слова: Ларри Мори                      |
| 22-я (1950) | • My Foolish Heart                         | «Моё глупое сердце»                 | музыка: Виктор Янг, слова: Нэд Вашингтон                     |
| 22-я (1950) | • Through a Long and Sleepless Night       | «Приходи в конюшню»                 | музыка: Альфред Ньюман, слова: Мак Гордон                    |

### 1951—1960
| Церемония   | Песня                                            | Фильм                                       | Музыка и слова                                                             |
| ----------- | ------------------------------------------------ | ------------------------------------------- | -------------------------------------------------------------------------- |
| 23-я (1951) | • Mona Lisa                                      | «Капитан Кари, США»                         | музыка и слова: Рэй Эванс и Джей Ливингстон                                |
| 23-я (1951) | • Be My Love                                     | «Любимец Нового Орлеана»                    | музыка: Николас Бродский, слова: Сэмми Кан                                 |
| 23-я (1951) | • Bibbidi-Bobbidi-Boo                            | «Золушка»                                   | музыка и слова: Мак Дэвид, Эл Хоффман и Джерри Ливингстон                  |
| 23-я (1951) | • Mule Train                                     | «Пение пистолетов»                          | музыка и слова: Фред Гликмен, Хай Хит и Джонни Лэндж                       |
| 23-я (1951) | • Wilhelmina                                     | «Уобаш авеню»                               | музыка: Джозеф Мироу, слова: Мак Гордон                                    |
| 24-я (1952) | • In the Cool, Cool, Cool of the Evening         | «Жених возвращается»                        | музыка: Хоги Кармайкл, слова: Джонни Мёрсер                                |
| 24-я (1952) | • Never                                          | «Золотая девочка»                           | музыка: Лайонел Ньюмен, слова: Элиот Дэниел                                |
| 24-я (1952) | • Wonder Why                                     | «Богатые, молодые и красивые»               | музыка: Николас Бродский, слова: Сэмми Кан                                 |
| 24-я (1952) | • Too Late Now                                   | «Королевская свадьба»                       | музыка: Бертон Лейн, слова: Алан Джей Лернер                               |
| 24-я (1952) | • A Kiss to Build a Dream On                     | «Стрип»                                     | музыка и слова: Берт Кэлмер (посмертно), Гарри Руби и Оскар Хаммерстайн II |
| 25-я (1953) | • The Ballad of High Noon                        | «Ровно в полдень»                           | музыка: Дмитрий Тёмкин, слова: Нэд Вашингтон                               |
| 25-я (1953) | • Am I in Love                                   | «Сын бледнолицего»                          | музыка и слова: Джек Брукс                                                 |
| 25-я (1953) | • Because You’re Mine                            | «Потому что ты моя»                         | музыка: Николас Бродский, слова: Сэмми Кан                                 |
| 25-я (1953) | • Thumbelina                                     | «Ханс Кристиан Андерсен»                    | музыка и слова: Фрэнк Лоессер                                              |
| 25-я (1953) | • Zing a Little Zong                             | «Только для тебя»                           | музыка: Гарри Уоррен, слова: Лео Робин                                     |
| 26-я (1954) | • Secret Love                                    | «Джейн-катастрофа»                          | музыка: Сэмми Фейн, слова: Пол Френсис Уэбстер                             |
| 26-я (1954) | • The Moon Is Blue                               | «Синяя луна»                                | музыка: Хершел Бурк Гилберт, слова: Сильвия Файн                           |
| 26-я (1954) | • My Flaming Heart                               | «Small Town Girl»                           | музыка: Николас Бродский, слова: Лео Робин                                 |
| 26-я (1954) | • Sadie Thompson’s Song (Blue Pacific Blues)     | «Мисс Сэди Томпсон»                         | музыка: Лэстер Ли, слова: Нэд Вашингтон                                    |
| 26-я (1954) | • That’s Amore                                   | «Кэдди»                                     | музыка: Гарри Уоррен, слова: Джек Брукс                                    |
| 27-я (1955) | • Three Coins in the Fountain                    | «Три монеты в фонтане»                      | музыка: Жюль Стайн, слова: Сэмми Кан                                       |
| 27-я (1955) | • Count Your Blessings Instead of Sheep          | «Светлое Рождество»                         | музыка и слова: Ирвинг Берлин                                              |
| 27-я (1955) | • The High and the Mighty                        | «Великий и могучий»                         | музыка: Дмитрий Тёмкин, слова: Нэд Вашингтон                               |
| 27-я (1955) | • Hold My Hand                                   | «Susan Slept Here»                          | музыка и слова: Джек Лоуренс и Ричард Майерс                               |
| 27-я (1955) | • The Man that Got Away                          | «Звезда родилась»                           | музыка: Гарольд Арлен, слова: Айра Гершвин                                 |
| 28-я (1956) | • Love Is a Many-Splendored Thing                | «Любовь — самая великолепная вещь на свете» | музыка: Сэмми Фейн, слова: Пол Фрэнсис Уэбстер                             |
| 28-я (1956) | • I’ll Never Stop Loving You                     | «Люби меня или покинь меня»                 | музыка: Николас Бродский, слова: Сэмми Кан                                 |
| 28-я (1956) | • Something’s Gotta Give (песня)                 | «Длинноногий папочка»                       | музыка и слова: Джонни Мёрсер                                              |
| 28-я (1956) | • (Love Is) The Tender Trap                      | «Нежная ловушка»                            | музыка: Джеймс Ван Хьюсен, слова: Сэмми Кан                                |
| 28-я (1956) | • Unchained Melody                               | «Unchained (фильм)»                         | музыка: Алекс Норт, слова: Хай Зарет                                       |
| 29-я (1957) | • Que Sera, Sera (Whatever Will Be, Will Be)     | «Человек, который слишком много знал»       | музыка и слова: Джей Ливингстон и Рэй Эванс                                |
| 29-я (1957) | • Friendly Persuasion                            | «Дружеское увещевание»                      | музыка: Дмитрий Тёмкин, слова: Пол Фрэнсис Уэбстер                         |
| 29-я (1957) | • Julie                                          | «Джулия»                                    | музыка: Ли Стивенс, слова: Том Адэр                                        |
| 29-я (1957) | • True Love                                      | «Высшее общество»                           | музыка и слова: Коул Портер                                                |
| 29-я (1957) | • Written on the Wind                            | «Слова, написанные на ветру»                | музыка: Виктор Янг (посмертно), слова: Сэмми Кан                           |
| 30-я (1958) | • All the Way                                    | «Джокер»                                    | музыка: Джеймс Ван Хьюсен, слова: Сэмми Кан                                |
| 30-я (1958) | • An Affair to Remember                          | «Незабываемый роман»                        | музыка: Гарри Уоррен, слова: Гарольд Адамсон и Лео Маккэри                 |
| 30-я (1958) | • April Love                                     | «April Love»                                | музыка: Сэмми Фейн, слова: Пол Френсис Уэбстер                             |
| 30-я (1958) | • Tammy                                          | «Тэмми и холостяк»                          | музыка и слова: Рэй Эванс и Джей Ливингстон                                |
| 30-я (1958) | • Wild Is the Wind                               | «Дикий ветер»                               | музыка: Дмитрий Тёмкин, слова: Нэд Вашингтон                               |
| 31-я (1959) | • Gigi                                           | «Жижи»                                      | музыка: Фредерик Лоу, слова: Алан Джей Лернер                              |
| 31-я (1959) | • Almost in Your Arms (Love Song from Houseboat) | «Плавучий дом»                              | музыка и слова: Джей Ливингстон и Рэй Эванс                                |
| 31-я (1959) | • A Certain Smile                                | «A Certain Smile»                           | музыка: Сэмми Фейн, слова: Пол Френсис Уэбстер                             |
| 31-я (1959) | • To Love and Be Loved                           | «И подбежали они»                           | музыка: Джеймс Ван Хьюсен, слова: Сэмми Кан                                |
| 31-я (1959) | • A Very Precious Love                           | «Марджори Морнингстар»                      | музыка: Сэмми Фейн, слова: Пол Френсис Уэбстер                             |
| 32-я (1960) | • High Hopes                                     | «Дыра в голове»                             | музыка: Джеймс Ван Хьюсен, слова: Сэмми Кан                                |
| 32-я (1960) | • The Best of Everything                         | «Всё самое лучшее»                          | музыка: Альфред Ньюман, слова: Сэмми Кан                                   |
| 32-я (1960) | • The Five Pennies                               | «Пять пенни»                                | музыка и слова: Сильвия Файн                                               |
| 32-я (1960) | • The Hanging Tree                               | «Дерево для повешенных»                     | музыка: Джерри Ливингстон, слова: Мак Дэвид                                |
| 32-я (1960) | • Strange Are the Ways of Love                   | «Молодая земля»                             | музыка: Дмитрий Тёмкин, слова: Нэд Вашингтон                               |

### 1961—1970
| Церемония   | Песня                                              | Фильм                                             | Музыка и слова                                               |
| ----------- | -------------------------------------------------- | ------------------------------------------------- | ------------------------------------------------------------ |
| 33-я (1961) | • Never on Sunday                                  | «Никогда в воскресенье»                           | музыка и слова: Манос Хадзидакис                             |
| 33-я (1961) | • The Facts of Life                                | «Правда жизни»                                    | музыка и слова: Джонни Мёрсер                                |
| 33-я (1961) | • Faraway Part of Town                             | «Мексиканец в Голливуде»                          | музыка: Андре Превин, слова: Дори Превин                     |
| 33-я (1961) | • The Green Leaves of Summer                       | «Форт Аламо»                                      | музыка: Дмитрий Тёмкин, слова: Пол Френсис Уэбстер           |
| 33-я (1961) | • The Second Time Around                           | «Давно пора»                                      | музыка: Джеймс Ван Хьюсен, слова: Сэмми Кан                  |
| 34-я (1962) | • Moon River                                       | «Завтрак у Тиффани»                               | музыка: Генри Манчини, слова: Джонни Мёрсер                  |
| 34-я (1962) | • Bachelor in Paradise                             | «Холостяк в раю»                                  | музыка: Генри Манчини, слова: Мак Дэвид                      |
| 34-я (1962) | • Love Theme From El Cid (The Falcon and The Dove) | «Эль Сид»                                         | музыка: Миклош Рожа, слова: Пол Френсис Уэбстер              |
| 34-я (1962) | • Pocketful of Miracles                            | «Пригоршня чудес»                                 | музыка: Джеймс Ван Хьюсен, слова: Сэмми Кан                  |
| 34-я (1962) | • Town Without Pity                                | «Безжалостный город»                              | музыка: Дмитрий Тёмкин, слова: Нэд Вашингтон                 |
| 35-я (1963) | • Days of Wine and Roses                           | «Дни вина и роз»                                  | музыка: Генри Манчини, слова: Джонни Мёрсер                  |
| 35-я (1963) | • Love Song From Mutiny on the Bounty (Follow Me)  | «Мятеж на „Баунти“»                               | музыка: Бронислав Капер, слова: Пол Френсис Уэбстер          |
| 35-я (1963) | • Song From Two For The Seesaw (Second Chance)     | «Двое на качелях»                                 | музыка: Андре Превин, слова: Дори Превин                     |
| 35-я (1963) | • Tender Is the Night                              | «Ночь нежна»                                      | музыка: Сэмми Фейн, слова: Пол Френсис Уэбстер               |
| 35-я (1963) | • Walk on the Wild Side                            | «Прогулка по беспутному кварталу»                 | музыка: Элмер Бернстайн, слова: Мак Дэвид                    |
| 36-я (1964) | • Call Me Irresponsible                            | «Деликатное состояние папы»                       | музыка: Джеймс Ван Хьюсен, слова: Сэмми Кан                  |
| 36-я (1964) | • Charade                                          | «Шарада»                                          | музыка: Генри Манчини, слова: Джонни Мёрсер                  |
| 36-я (1964) | • It’s a Mad, Mad, Mad, Mad World                  | «Этот безумный, безумный, безумный, безумный мир» | музыка: Эрнест Голд, слова: Мак Дэвид                        |
| 36-я (1964) | • More                                             | «Собачий мир»                                     | музыка: Риц Ортолани и Нино Оливьеро, слова: Норман Невелл   |
| 36-я (1964) | • So Little Time                                   | «55 дней в Пекине»                                | музыка: Дмитрий Тёмкин, слова: Пол Френсис Уэбстер           |
| 37-я (1965) | • Chim Chim Cher-ee                                | «Мэри Поппинс»                                    | музыка и слова: Ричард М. Шерман и Роберт Б. Шерман          |
| 37-я (1965) | • Dear Heart                                       | «Дорогое сердце»                                  | музыка: Генри Манчини, слова: Джей Ливингстон и Рэй Эванс    |
| 37-я (1965) | • Hush, Hush, Sweet Charlotte                      | «Тише, тише, милая Шарлотта»                      | музыка: Фрэнк де Воль, слова: Мак Дэвид                      |
| 37-я (1965) | • My Kind of Town                                  | «Робин и 7 гангстеров»                            | музыка: Джеймс Ван Хьюсен, слова: Сэмми Кан                  |
| 37-я (1965) | • Where Love Has Gone                              | «Куда ушла любовь»                                | музыка: Джеймс Ван Хьюсен, слова: Сэмми Кан                  |
| 38-я (1966) | • The Shadow of Your Smile                         | «Кулик»                                           | музыка: Джонни Мэндел, слова: Пол Френсис Уэбстер            |
| 38-я (1966) | • The Ballad of Cat Ballou                         | «Кэт Баллу»                                       | музыка: Джерри Ливингстон, слова: Мак Дэвид                  |
| 38-я (1966) | • I Will Wait for You                              | «Шербурские зонтики»                              | музыка: Мишель Легран, слова: Жак Деми и Норман Гимбел       |
| 38-я (1966) | • The Sweetheart Tree                              | «Большие гонки»                                   | музыка: Генри Манчини, слова: Джонни Мёрсер                  |
| 38-я (1966) | • What’s New Pussycat?                             | «Что нового, киска?»                              | музыка: Бёрт Бакарак, слова: Хэл Дэвид                       |
| 39-я (1967) | • Born Free                                        | «Рождённая свободной»                             | музыка: Джон Барри, слова: Дон Блэк                          |
| 39-я (1967) | • Alfie                                            | «Элфи»                                            | музыка: Бёрт Бакарак, слова: Хэл Дэвид                       |
| 39-я (1967) | • Georgy Girl                                      | «Девушка Джорджи»                                 | музыка: Том Спрингфилд, слова: Джим Дейл                     |
| 39-я (1967) | • My Wishing Doll                                  | «Гавайи»                                          | музыка: Элмер Бернстайн, слова: Мак Дэвид                    |
| 39-я (1967) | • A Time for Love                                  | «Американская мечта»                              | музыка: Джонни Мэндел, слова: Пол Френсис Уэбстер            |
| 40-я (1968) | • Talk to the Animals                              | «Доктор Дулиттл»                                  | музыка и слова: Лесли Брикасс                                |
| 40-я (1968) | • The Bare Necessities                             | «Книга джунглей»                                  | музыка и слова: Терри Гилкисон                               |
| 40-я (1968) | • The Eyes of Love                                 | «Отстранение»                                     | музыка: Куинси Джонс, слова: Боб Расселл                     |
| 40-я (1968) | • The Look of Love                                 | «Казино „Рояль“»                                  | музыка: Бёрт Бакарак, слова: Хэл Дэвид                       |
| 40-я (1968) | • Thoroughly Modern Millie                         | «Весьма современная Милли»                        | музыка и слова: Джеймс Ван Хьюсен и Сэмми Кан                |
| 41-я (1969) | • The Windmills of Your Mind                       | «Афера Томаса Крауна»                             | музыка: Мишель Легран, слова: Алан Бергман и Мэрилин Бергман |
| 41-я (1969) | • Chitty Chitty Bang Bang                          | «Пиф-паф ой-ой-ой»                                | музыка и слова: Ричард М. Шерман и Роберт Б. Шерман          |
| 41-я (1969) | • For Love of Ivy                                  | «Ради любви к плющу»                              | музыка: Куинси Джонс, слова: Боб Расселл                     |
| 41-я (1969) | • Funny Girl                                       | «Смешная девчонка»                                | музыка: Жюль Стайн, слова: Боб Меррилл                       |
| 41-я (1969) | • Star!                                            | «Звезда!»                                         | музыка: Джеймс Ван Хьюсен, слова: Сэмми Кан                  |
| 42-я (1970) | • Raindrops Keep Fallin’ on My Head                | «Бутч Кэссиди и Санденс Кид»                      | музыка: Бёрт Бакарак, слова: Хэл Дэвид                       |
| 42-я (1970) | • Come Saturday Morning                            | «Бесплодная кукушка»                              | музыка: Фред Карлин, слова: Дори Превин                      |
| 42-я (1970) | • Jean                                             | «Расцвет мисс Джин Броди»                         | музыка и слова: Род МакКуэн                                  |
| 42-я (1970) | • True Grit                                        | «Настоящее мужество»                              | музыка: Элмер Бернстайн, слова: Дон Блэк                     |
| 42-я (1970) | • What Are You Doing the Rest of Your Life?        | «Счастливый конец»                                | музыка: Мишель Легран, слова: Алан Бергман и Мэрилин Бергман |

### 1971—1980
| Церемония   | Песня                                                                   | Фильм                                | Музыка и слова                                               |
| ----------- | ----------------------------------------------------------------------- | ------------------------------------ | ------------------------------------------------------------ |
| 43-я (1971) | • For All We Know                                                       | «Любовники и другие незнакомцы»      | музыка: Фред Карлин, слова: Робб Ройер и Джимми Гриффин      |
| 43-я (1971) | • Pieces of Dreams                                                      | «Обрывки мечты»                      | музыка: Мишель Легран, слова: Алан Бергман и Мэрилин Бергман |
| 43-я (1971) | • Thank You Very Much                                                   | «Скрудж»                             | музыка и слова: Лесли Брикасс                                |
| 43-я (1971) | • Till Love Touches Your Life                                           | «Мадрон»                             | музыка: Риц Ортолани, слова: Артур Хэмилтон                  |
| 43-я (1971) | • Whistling Away the Dark                                               | «Дорогая Лили»                       | музыка: Генри Манчини, слова: Джонни Мёрсер                  |
| 44-я (1972) | • Theme from Shaft                                                      | «Шафт»                               | музыка и слова: Айзек Хейз                                   |
| 44-я (1972) | • The Age of Not Believing                                              | «Набалдашник и метла»                | музыка и слова: Ричард М. Шерман и Роберт Б. Шерман          |
| 44-я (1972) | • All His Children                                                      | «Иногда великая идея...»             | музыка: Генри Манчини, слова: Алан Бергман и Мэрилин Бергман |
| 44-я (1972) | • Bless the Beasts and Children                                         | «Благослови зверей и детей»          | музыка и слова: Барри де Ворзон и Пэрри Боткин мл.           |
| 44-я (1972) | • Life Is What You Make It                                              | «Котч»                               | музыка: Марвин Хэмлиш, слова: Джонни Мёрсер                  |
| 45-я (1973) | • The Morning After                                                     | «Приключение „Посейдона“»            | музыка и слова: Эл Кэша и Джоэл Хёршхорн                     |
| 45-я (1973) | • Ben                                                                   | «Бен»                                | музыка: Уолтер Шарф, слова: Дон Блэк                         |
| 45-я (1973) | • Come Follow, Follow Me                                                | «Маленький ковчег»                   | музыка: Фред Карлин, слова: Марша Карлин                     |
| 45-я (1973) | • Marmalade, Molasses & Honey                                           | «Жизнь и времена судьи Роя Бина»     | музыка: Морис Жарр, слова: Мэрилин Бергман и Алан Бергман    |
| 45-я (1973) | • Strange Are the Ways of Love                                          | «Мачеха»                             | музыка: Сэмми Фэйн, слова: Пол Френсис Уэбстер               |
| 46-я (1974) | • The Way We Were                                                       | «Встреча двух сердец»                | музыка: Марвин Хэмлиш, слова: Алан Бергман и Мэрилин Бергман |
| 46-я (1974) | • All That Love Went To Waste                                           | «С шиком»                            | музыка: Джордж Барри, слова: Сэмми Кан                       |
| 46-я (1974) | • Live and Let Die                                                      | «Живи и дай умереть»                 | музыка и слова: Пол Маккартни и Линда Маккартни              |
| 46-я (1974) | • Love                                                                  | «Робин Гуд»                          | музыка: Джордж Брунс, слова: Флойд Хаддлстон                 |
| 46-я (1974) | • Nice To Be Around                                                     | «Увольнение до полуночи»             | музыка: Джон Уильямс, слова: Пол Уильямс                     |
| 47-я (1975) | • We May Never Love Like This Again                                     | «Ад в поднебесье»                    | музыка и слова: Эл Кэша и Джоэл Хёршхорн                     |
| 47-я (1975) | • Benji’s Theme (I Feel Love)                                           | «Бенджи»                             | музыка: Юэл Бокс, слова: Бетти Бокс                          |
| 47-я (1975) | • Blazing Saddles                                                       | «Сверкающие сёдла»                   | музыка: Джон Моррис, слова: Мел Брукс                        |
| 47-я (1975) | • Little Prince                                                         | «Маленький принц»                    | музыка: Фредерик Лоу, слова: Алан Джей Лернер                |
| 47-я (1975) | • Wherever Love Takes Me                                                | «Золото»                             | музыка: Элмер Бернстайн, слова: Дон Блэк                     |
| 48-я (1976) | • I’m Easy                                                              | «Нэшвилл»                            | музыка и слова: Кит Кэррадайн                                |
| 48-я (1976) | • How Lucky Can You Get                                                 | «Смешная леди»                       | музыка и слова: Фред Эбб и Джон Кандер                       |
| 48-я (1976) | • Now That We’re in Love                                                | «Дуновения»                          | музыка: Джордж Барри, слова: Сэмми Кан                       |
| 48-я (1976) | • Richard’s Window                                                      | «Другая сторона Горы»                | музыка: Чарльз Фокс, слова: Норман Гимбел                    |
| 48-я (1976) | • Theme from Mahogany (Do You Know Where You're Going To)               | «Красное дерево»                     | музыка: Майкл Мэссер, слова: Джерри Гоффин                   |
| 49-я (1977) | • Evergreen (Love Theme from A Star Is Born)                            | «Звезда родилась»                    | музыка: Барбра Стрейзанд, слова: Пол Уильямс                 |
| 49-я (1977) | • Ave Satani                                                            | «Омен»                               | музыка и слова: Джерри Голдсмит                              |
| 49-я (1977) | • Come to Me                                                            | «Розовая Пантера наносит новый удар» | музыка: Генри Манчини, слова: Дон Блэк                       |
| 49-я (1977) | • Gonna Fly Now                                                         | «Рокки»                              | музыка: Билл Конти, слова: Кэрол Коннорс и Айн Роббинс       |
| 49-я (1977) | • A World That Never Was                                                | «Half a House»                       | музыка: Сэмми Фэйн, слова: Пол Френсис Уэбстер               |
| 50-я (1978) | • You Light Up My Life                                                  | «Ты осветила жизнь мою»              | музыка и слова: Джозеф Брукс                                 |
| 50-я (1978) | • Candle on the Water                                                   | «Дракон Пита»                        | музыка и слова: Эл Кэша и Джоэл Хёршхорн                     |
| 50-я (1978) | • Nobody Does It Better                                                 | «Шпион, который меня любил»          | музыка: Марвин Хэмлиш, слова: Кэрол Байер Сейджер            |
| 50-я (1978) | • The Slipper and the Rose Waltz (He Danced with Me/She Danced with Me) | «Туфелька и роза»                    | музыка и слова: Ричард М. Шерман и Роберт Б. Шерман          |
| 50-я (1978) | • Someone’s Waiting for You                                             | «Спасатели»                          | музыка: Сэмми Фэйн, слова: Кэрол Коннорс и Айн Роббинс       |
| 51-я (1979) | • Last Dance                                                            | «Слава Богу, сегодня пятница»        | музыка и слова: Пол Джабара                                  |
| 51-я (1979) | • Hopelessly Devoted To You                                             | «Бриолин»                            | музыка и слова: Джон Фаррар                                  |
| 51-я (1979) | • The Last Time I Felt Like This                                        | «В это же время, в следующем году»   | музыка: Марвин Хэмлиш, слова: Алан Бергман и Мэрилин Бергман |
| 51-я (1979) | • Ready To Take a Chance Again                                          | «Грязная игра»                       | музыка: Чарльз Фокс, слова: Норман Гимбел                    |
| 51-я (1979) | • When You’re Loved                                                     | «Магия Лэсси»                        | музыка и слова: Ричард М. Шерман и Роберт Б. Шерман          |
| 52-я (1980) | • It Goes Like It Goes                                                  | «Норма Рэй»                          | музыка: Дэвид Шайр, слова: Норман Гимбел                     |
| 52-я (1980) | • I’ll Never Say 'Goodbye                                               | «Обещание»                           | музыка: Дэвид Шайр, слова: Алан Бергман и Мэрилин Бергман    |
| 52-я (1980) | • It’s Easy to Say                                                      | «Десятка»                            | музыка: Генри Манчини, слова: Роберт Уэллс                   |
| 52-я (1980) | • The Rainbow Connection                                                | «Маппеты»                            | музыка и слова: Пол Уильямс и Кеннет Ашер                    |
| 52-я (1980) | • Through the Eyes of Love                                              | «Ледяные замки»                      | музыка: Марвин Хэмлиш, слова: Кэрол Байер Сейджер            |

### 1981—1990
| Церемония   | Песня                                             | Фильм                            | Музыка и слова                                                                   |
| ----------- | ------------------------------------------------- | -------------------------------- | -------------------------------------------------------------------------------- |
| 53-я (1981) | • Fame                                            | «Слава»                          | музыка: Майкл Гор, слова: Дин Питчфорд                                           |
| 53-я (1981) | • 9 to 5                                          | «С девяти до пяти»               | музыка и слова: Долли Партон                                                     |
| 53-я (1981) | • On the Road Again                               | «Жимолость»                      | музыка и слова: Вилли Нельсон                                                    |
| 53-я (1981) | • Out Here On My Own                              | «Слава»                          | музыка: Майкл Гор, слова: Лесли Гор                                              |
| 53-я (1981) | • People Alone                                    | «Состязание»                     | музыка: Лало Шифрин, слова: Уилбур Дженнингс                                     |
| 54-я (1982) | • Arthur’s Theme (Best That You Can Do)           | «Артур»                          | музыка и слова: Бёрт Бакарак, Кэрол Байер Сейджер, Кристофер Кросс и Питер Аллен |
| 54-я (1982) | • Endless Love                                    | «Бесконечная любовь»             | музыка и слова: Лайонел Ричи                                                     |
| 54-я (1982) | • The First Time It Happens                       | «Большое ограбление Маппетов»    | музыка и слова: Джо Рапосо                                                       |
| 54-я (1982) | • For Your Eyes Only                              | «Только для ваших глаз»          | музыка: Билл Конти, слова: Майкл Лисон                                           |
| 54-я (1982) | • One More Hour                                   | «Рэгтайм»                        | музыка и слова: Рэнди Ньюман                                                     |
| 55-я (1983) | • Up Where We Belong                              | «Офицер и джентльмен»            | музыка: Джек Ницше и Баффи Сент-Мари, слова: Уилл Дженнингс                      |
| 55-я (1983) | • Eye of the Tiger                                | «Рокки 3»                        | музыка и слова: Джим Петерик и Фрэнки Салливан                                   |
| 55-я (1983) | • How Do You Keep the Music Playing?              | «Лучшие друзья»                  | музыка: Мишель Легран, слова: Алан Бергман и Мэрилин Бергман                     |
| 55-я (1983) | • If We Were in Love                              | «Да, Джорджо»                    | музыка: Джон Уильямс, слова: Алан Бергман и Мэрилин Бергман                      |
| 55-я (1983) | • It Might Be You                                 | «Тутси»                          | музыка: Дейв Грузин, слова: Алан Бергман и Мэрилин Бергман                       |
| 56-я (1984) | • Flashdance… What a Feeling                      | «Танец-вспышка»                  | музыка: Джорджо Мородер, слова: Кит Форси и Айрин Кара                           |
| 56-я (1984) | • Maniac                                          | «Танец-вспышка»                  | музыка и слова: Майкл Сембелло и Деннис Маткоски                                 |
| 56-я (1984) | • Over You                                        | «Нежное милосердие»              | музыка и слова: Остин Робертс и Бобби Харт                                       |
| 56-я (1984) | • Papa, Can You Hear Me?                          | «Йентл»                          | музыка: Мишель Легран, слова: Алан Бергман и Мэрилин Бергман                     |
| 56-я (1984) | • The Way He Makes Me Feel                        | «Йентл»                          | музыка: Мишель Легран, слова: Алан Бергман и Мэрилин Бергман                     |
| 57-я (1985) | • I Just Called to Say I Love You                 | «Женщина в красном»              | музыка и слова: Стиви Уандер                                                     |
| 57-я (1985) | • Against All Odds (Take a Look at Me Now)        | «Несмотря ни на что»             | музыка и слова: Фил Коллинз                                                      |
| 57-я (1985) | • Footloose                                       | «Свободные»                      | музыка и слова: Кенни Логгинс и Дин Питчфорд                                     |
| 57-я (1985) | • Ghostbusters                                    | «Охотники за привидениями»       | музыка и слова: Рей Паркер мл.                                                   |
| 57-я (1985) | • Let’s Hear It for the Boy                       | «Свободные»                      | музыка и слова: Том Сноу и Дин Питчфорд                                          |
| 58-я (1986) | • Say You, Say Me                                 | «Белые ночи»                     | музыка и слова: Лайонел Ричи                                                     |
| 58-я (1986) | • Miss Celie’s Blues (Sister)                     | «Цветы лиловые полей»            | музыка и слова: Куинси Джонс и Род Темпертон, слова: Лайонел Ричи                |
| 58-я (1986) | • The Power of Love                               | «Назад в будущее»                | музыка: Крис Хэйес и Джонни Колла, слова: Хьюи Льюис                             |
| 58-я (1986) | • Separate Lives (Love Theme from ‘White Nights’) | «Белые ночи»                     | музыка и слова: Стивен Бишоп                                                     |
| 58-я (1986) | • Surprise, Surprise                              | «Кордебалет»                     | музыка: Марвин Хэмлиш, слова: Эдвард Клебан                                      |
| 59-я (1987) | • Take My Breath Away                             | «Лучший стрелок»                 | музыка: Джорджо Мородер, слова: Том Уитлок                                       |
| 59-я (1987) | • Glory of Love                                   | «Парень-каратист 2»              | музыка: Питер Сетера и Дэвид Фостер, слова: Питер Сетера и Diane Nini            |
| 59-я (1987) | • Life in a Looking Glass                         | «Это жизнь!»                     | музыка: Генри Манчини, слова: Лесли Брикасс                                      |
| 59-я (1987) | • Mean Green Mother from Outer Space              | «Лавка ужасов»                   | музыка: Алан Менкен, слова: Ховард Эшман                                         |
| 59-я (1987) | • Somewhere Out There                             | «Американская история»           | музыка: Джеймс Хорнер и Барри Манн, слова: Синтия Вайль                          |
| 60-я (1988) | • (I’ve Had) The Time of My Life                  | «Грязные танцы»                  | музыка: Фрэнки Превите, Джон ДеНикола, Дональд Марковиц, слова: Фрэнки Превите   |
| 60-я (1988) | • Cry Freedom                                     | «Клич свободы»                   | музыка и слова: Джордж Фентон и Джонас Гвангва                                   |
| 60-я (1988) | • Nothing’s Gonna Stop Us Now                     | «Манекен»                        | музыка и слова: Альберт Хэммонд и Дайан Уоррен                                   |
| 60-я (1988) | • Shakedown                                       | «Полицейский из Беверли-Хиллз 2» | музыка и слова: Гарольд Фальтермейер и Кит Форси, слова: Боб Сигер               |
| 60-я (1988) | • Storybook Love                                  | «Принцесса-невеста»              | музыка и слова: Вилли Девиль                                                     |
| 61-я (1989) | • Let the River Run                               | «Деловая девушка»                | музыка и слова: Карли Саймон                                                     |
| 61-я (1989) | • Calling You                                     | «Кафе „Багдад“»                  | музыка и слова: Боб Телсон                                                       |
| 61-я (1989) | • Two Hearts                                      | «Бастер»                         | музыка: Ламон Дозье, слова: Фил Коллинз                                          |
| 62-я (1990) | • Under the Sea                                   | «Русалочка»                      | музыка: Алан Менкен, слова: Ховард Эшман                                         |
| 62-я (1990) | • After All                                       | «Шансы есть»                     | музыка: Том Сноу, слова: Дин Питчфорд                                            |
| 62-я (1990) | • Kiss the Girl                                   | «Русалочка»                      | музыка: Алан Менкен, слова: Ховард Эшман                                         |
| 62-я (1990) | • I Love To See You Smile                         | «Родители»                       | музыка и слова: Рэнди Ньюман                                                     |
| 62-я (1990) | • The Girl Who Used To Be Me                      | «Ширли Валентайн»                | музыка: Марвин Хэмлиш, слова: Алан Бергман и Мерлин Бергман                      |

### 1991—2000
| Церемония   | Песня                                   | Фильм                                     | Музыка и слова |
| ----------- | --------------------------------------- | ----------------------------------------- | --- |
| 63-я (1991) | • Sooner or Later (I Always Get My Man) | «Дик Трейси»                              | музыка и слова: Стивен Сондхайм                                                                                   |
| 63-я (1991) | • Promise Me You’ll Remember            | «Крёстный отец 3»                         | музыка: Кармайн Коппола, слова: Джон Беттис                                                                       |
| 63-я (1991) | • Somewhere in My Memory                | «Один дома»                               | музыка: Джон Уильямс, слова: Лесли Брикасс                                                                        |
| 63-я (1991) | • I’m Checkin' Out                      | «Открытки с края бездны»                  | музыка и слова: Шел Силверстайн                                                                                   |
| 63-я (1991) | • Blaze of Glory                        | «Молодые стрелки 2»                       | музыка и слова: Джон Бон Джови                                                                                    |
| 64-я (1992) | • Beauty and the Beast                  | «Красавица и Чудовище»                    | музыка: Алан Менкен, слова: Ховард Эшман (посмертно)                                                              |
| 64-я (1992) | • Be Our Guest                          | «Красавица и Чудовище»                    | музыка: Алан Менкен, слова: Ховард Эшман (посмертно)                                                              |
| 64-я (1992) | • Belle                                 | «Красавица и Чудовище»                    | музыка: Алан Менкен, слова: Ховард Эшман (посмертно)                                                              |
| 64-я (1992) | • When You’re Alone                     | «Капитан Крюк»                            | музыка: Джон Уильямс, слова: Лесли Брикасс                                                                        |
| 64-я (1992) | • (Everything I Do) I Do It for You     | «Робин Гуд: Принц воров»                  | музыка: Майкл Кэймен, слова: Брайан Адамс и Роберт Джон Ланг                                                      |
| 65-я (1993) | • A Whole New World                     | «Аладдин»                                 | музыка: Алан Менкен, слова: Тим Райс                                                                              |
| 65-я (1993) | • Friend Like Me                        | «Аладдин»                                 | музыка: Алан Менкен, слова: Ховард Эшман (посмертно)                                                              |
| 65-я (1993) | • I Have Nothing                        | «Телохранитель»                           | музыка: Дэвид Фостер, слова: Линда Томпсон                                                                        |
| 65-я (1993) | • Run to You                            | «Телохранитель»                           | музыка: Джад Фридман, слова: Аллан Рич                                                                            |
| 65-я (1993) | • Beautiful Maria of My Soul            | «Короли мамбо»                            | музыка: Роберт Крафт, слова: Арне Глимчер                                                                         |
| 66-я (1994) | • Streets of Philadelphia               | «Филадельфия»                             | музыка и слова: Брюс Спрингстин                                                                                   |
| 66-я (1994) | • The Day I Fall in Love                | «Бетховен 2»                              | музыка и слова: Кэрол Байер Сейджер, Джеймс Ингрэм и Клифф Магнесс                                                |
| 66-я (1994) | • Philadelphia                          | «Филадельфия»                             | музыка и слова: Нил Янг                                                                                           |
| 66-я (1994) | • Again                                 | «Поэтичная Джастис»                       | музыка и слова: Джанет Джексон, Джимми Джем и Терри Льюис                                                         |
| 66-я (1994) | • A Wink and a Smile                    | «Неспящие в Сиэтле»                       | музыка: Марк Шейман, слова: Рэмси МакЛин                                                                          |
| 67-я (1995) | • Can You Feel the Love Tonight         | «Король Лев»                              | музыка: Элтон Джон, слова: Тим Райс                                                                               |
| 67-я (1995) | • Look What Love Has Done               | «Джуниор»                                 | музыка и слова: Кэрол Байер Сейджер, Джеймс Ньютон Ховард, Джеймс Ингрэм и Пэтти Смит                             |
| 67-я (1995) | • Circle of Life                        | «Король Лев»                              | музыка: Элтон Джон, слова: Тим Райс                                                                               |
| 67-я (1995) | • Hakuna Matata                         | «Король Лев»                              | музыка: Элтон Джон, слова: Тим Райс                                                                               |
| 67-я (1995) | • Make Up Your Mind                     | «Газета»                                  | музыка и слова: Рэнди Ньюман                                                                                      |
| 68-я (1996) | • Colors of the Wind                    | «Покахонтас»                              | музыка: Алан Менкен, слова: Стивен Шварц                                                                          |
| 68-я (1996) | • Dead Man Walking                      | «Мертвец идёт»                            | музыка и слова: Брюс Спрингстин                                                                                   |
| 68-я (1996) | • Have You Ever Really Loved a Woman?   | «Дон Жуан де Марко»                       | музыка: Майкл Кэймен, слова: Брайан Адамс и Роберт Джон Ланг                                                      |
| 68-я (1996) | • Moonlight                             | «Сабрина»                                 | музыка: Джон Уильямс, слова: Алан Бергман и Мерлин Бергман                                                        |
| 68-я (1996) | • You’ve Got a Friend in Me             | «История игрушек»                         | музыка и слова: Рэнди Ньюман                                                                                      |
| 69-я (1997) | • You Must Love Me                      | «Эвита»                                   | музыка: Эндрю Ллойд Уэббер, слова: Тим Райс                                                                       |
| 69-я (1997) | • I Finally Found Someone               | «У зеркала два лица»                      | музыка и слова: Барбра Стрейзанд, Марвин Хэмлиш, Брайан Адамс и Роберт Джон Ланг                                  |
| 69-я (1997) | • For the First Time                    | «Один прекрасный день»                    | музыка и слова: Джеймс Ньютон Ховард, Джад Фридман и Аллан Рич                                                    |
| 69-я (1997) | • That Thing You Do!                    | «То, что ты делаешь»                      | музыка и слова: Адам Шлезингер                                                                                    |
| 69-я (1997) | • Because You Loved Me                  | «Близко к сердцу»                         | музыка и слова: Дайан Уоррен                                                                                      |
| 70-я (1998) | • My Heart Will Go On                   | «Титаник»                                 | музыка: Джеймс Хорнер, слова: Уилл Дженнингс                                                                      |
| 70-я (1998) | • Journey to the Past                   | «Анастасия»                               | музыка: Стивен Флаерти, слова: Линн Аренс                                                                         |
| 70-я (1998) | • How Do I Live                         | «Воздушная тюрьма»                        | музыка и слова: Дайан Уоррен                                                                                      |
| 70-я (1998) | • Miss Misery                           | «Умница Уилл Хантинг»                     | музыка и слова: Эллиотт Смит                                                                                      |
| 70-я (1998) | • Go the Distance                       | «Геркулес»                                | музыка: Алан Менкен, слова: Дэвид Зиппель                                                                         |
| 71-я (1999) | • When You Believe                      | «Принц Египта»                            | музыка и слова: Стивен Шварц                                                                                      |
| 71-я (1999) | • I Don’t Want to Miss a Thing          | «Армагеддон»                              | музыка и слова: Дайан Уоррен                                                                                      |
| 71-я (1999) | • That’ll Do                            | «Бэйб: Поросёнок в городе»                | музыка и слова: Рэнди Ньюман                                                                                      |
| 71-я (1999) | • A Soft Place To Fall                  | «Заклинатель лошадей»                     | музыка и слова: Эллисон Мурер и Гвил Оуэн                                                                         |
| 71-я (1999) | • The Prayer                            | «Волшебный меч: В поисках Камелота»       | музыка: Кэрол Байер Сейджер и Дэвид Фостер, слова: Кэрол Байер Сейджер, Дэвид Фостер, Тони Ренис и Альберто Теста |
| 72-я (2000) | • You’ll Be in My Heart                 | «Тарзан»                                  | музыка и слова: Фил Коллинз                                                                                       |
| 72-я (2000) | • Save Me                               | «Магнолия»                                | музыка и слова: Эйми Манн                                                                                         |
| 72-я (2000) | • Music of My Heart                     | «Музыка сердца»                           | музыка и слова: Дайан Уоррен                                                                                      |
| 72-я (2000) | • Blame Canada                          | «Южный парк: больше, длиннее и без купюр» | музыка и слова: Трей Паркер и Марк Шейман                                                                         |
| 72-я (2000) | • When She Loved Me                     | «История игрушек 2»                       | музыка и слова: Рэнди Ньюман                                                                                      |

### 2001—2010
| Церемония   | Песня                                     | Фильм                                 | Музыка и слова |
| ----------- | ----------------------------------------- | ------------------------------------- | --- |
| 73-я (2001) | • Things Have Changed                     | «Вундеркинды»                         | музыка и слова: Боб Дилан |
| 73-я (2001) | • I’ve Seen It All                        | «Танцующая в темноте»                 | музыка: Бьорк, слова: Ларс фон Триер и Сьон Сигурдссон                                                                                                 |
| 73-я (2001) | • My Funny Friend and Me                  | «Похождения императора»               | музыка: Стинг и Дэвид Хартли, слова: Стинг |
| 73-я (2001) | • A Fool in Love                          | «Знакомство с родителями»             | музыка и слова: Рэнди Ньюман |
| 73-я (2001) | • A Love Before Time                      | «Крадущийся тигр, затаившийся дракон» | музыка: Хорхе Каландрельи и Тань Дунь, слова: Джеймс Шеймус                                                                                            |
| 74-я (2002) | • If I Didn’t Have You                    | «Корпорация монстров»                 | музыка и слова: Рэнди Ньюман |
| 74-я (2002) | • Until…                                  | «Кейт и Лео»                          | музыка и слова: Стинг |
| 74-я (2002) | • May It Be                               | «Властелин колец: Братство Кольца»    | музыка и слова: Эния, Ники Райан и Рома Райан |
| 74-я (2002) | • There You’ll Be                         | «Пёрл-Харбор»                         | музыка и слова: Дайан Уоррен |
| 74-я (2002) | • Vanilla Sky                             | «Ванильное небо»                      | музыка и слова: Пол Маккартни |
| 75-я (2003) | • Lose Yourself                           | «Восьмая миля»                        | музыка: Эминем, Джефф Басс и Луис Ресто, слова: Эминем                                                                                                 |
| 75-я (2003) | • I Move On                               | «Чикаго»                              | музыка: Джон Кандер, слова: Фред Эбб |
| 75-я (2003) | • Burn It Blue                            | «Фрида»                               | музыка: Эллиот Голденталь, слова: Джули Теймор |
| 75-я (2003) | • The Hands That Built America            | «Банды Нью-Йорка»                     | музыка и слова: Боно, Эдж, Адам Клейтон и Ларри Маллен-младший (U2)                                                                                    |
| 75-я (2003) | • Father and Daughter                     | «Дикая семейка Торнберри»             | музыка и слова: Пол Саймон |
| 76-я (2004) | • Into the West                           | «Властелин колец: Возвращение короля» | музыка и слова: Фрэн Уолш, Говард Шор и Энни Леннокс                                                                                                   |
| 76-я (2004) | • The Scarlet Tide                        | «Холодная гора»                       | музыка и слова: Ти-Боун Бёрнэт и Элвис Костелло |
| 76-я (2004) | • You Will Be My Ain True Love            | «Холодная гора»                       | музыка и слова: Стинг |
| 76-я (2004) | • A Kiss at the End of the Rainbow        | «Могучий ветер»                       | музыка и слова: Майкл МакКин и Аннетт О’Тул |
| 76-я (2004) | • Belleville Rendez-vous                  | «Трио из Бельвилля»                   | музыка: Бенуа Шарест, слова: Сильвен Шоме |
| 77-я (2005) | • Al otro lado del río                    | «Че Гевара: Дневники мотоциклиста»    | музыка и слова: Хорхе Дрекслер |
| 77-я (2005) | • Vois sur ton chemin (Look To Your Path) | «Хористы»                             | музыка: Брюно Куле, слова: Кристоф Барратье |
| 77-я (2005) | • Learn to Be Lonely                      | «Призрак Оперы»                       | музыка: Эндрю Ллойд Уэббер, слова: Чарльз Харт |
| 77-я (2005) | • Believe                                 | «Полярный экспресс»                   | музыка и слова: Глен Баллард и Алан Сильвестри |
| 77-я (2005) | • Accidentally in Love                    | «Шрек 2»                              | музыка: Адам Дуритц, Чарльз Гиллингхэм, Джим Боджос, Дэвид Иммерглюк, Мэттью Мэлли и Дэвид Брайсон, слова: Адам Дуритц и Дэниэл Викри (Counting Crows) |
| 78-я (2006) | • It’s Hard out Here for a Pimp           | «Суета и движение»                    | музыка и слова: Juicy J, Frayser Boy и DJ Paul |
| 78-я (2006) | • In the Deep                             | «Столкновение»                        | музыка: Кэтлин Йорк и Майкл Беккер, слова: Кэтлин Йорк                                                                                                 |
| 78-я (2006) | • Travelin’ Thru                          | «Трансамерика»                        | музыка и слова: Долли Партон |
| 79-я (2007) | • I Need to Wake Up                       | «Неудобная правда»                    | музыка и слова: Мелисса Этеридж |
| 79-я (2007) | • Our Town                                | «Тачки»                               | музыка и слова: Рэнди Ньюман |
| 79-я (2007) | • Listen                                  | «Девушки мечты»                       | музыка: Генри Кригер и Скотт Катлер, слова: Энн Превен                                                                                                 |
| 79-я (2007) | • Love You I Do                           | «Девушки мечты»                       | музыка: Генри Кригер, слова: Сида Гарретт |
| 79-я (2007) | • Patience                                | «Девушки мечты»                       | музыка: Генри Кригер, слова: Уилли Рил |
| 80-я (2008) | • Falling Slowly                          | «Однажды»                             | музыка и слова: Глен Хансард и Маркета Ирглова |
| 80-я (2008) | • Happy Working Song                      | «Зачарованная»                        | музыка: Алан Менкен, слова: Стивен Шварц |
| 80-я (2008) | • So Close                                | «Зачарованная»                        | музыка: Алан Менкен, слова: Стивен Шварц |
| 80-я (2008) | • That’s How You Know                     | «Зачарованная»                        | музыка: Алан Менкен, слова: Стивен Шварц |
| 80-я (2008) | • Raise It Up                             | «Август Раш»                          | музыка и слова: Джамаль Джозеф, Чарльз Мак и Тэвин Томас                                                                                               |
| 81-я (2009) | • Jai Ho                                  | «Миллионер из трущоб»                 | музыка: А. Р. Рахман, слова: Гулзар |
| 81-я (2009) | • O…Saya                                  | «Миллионер из трущоб»                 | музыка и слова: А. Р. Рахман и M.I.A. |
| 81-я (2009) | • Down to Earth                           | «ВАЛЛ-И»                              | музыка: Томас Ньюман, слова: Питер Гэбриэл |
| 82-я (2010) | • The Weary Kind                          | «Сумасшедшее сердце»                  | музыка и слова: Райан Бингхэм и Ти-Боун Бёрнэт |
| 82-я (2010) | • Almost There                            | «Принцесса и лягушка»                 | музыка и слова: Рэнди Ньюман |
| 82-я (2010) | • Down in New Orleans                     | «Принцесса и лягушка»                 | музыка и слова: Рэнди Ньюман |
| 82-я (2010) | • Loin de Paname                          | «Париж! Париж!»                       | музыка: Рейнхард Вагнер, слова: Фрэнк Томас |
| 82-я (2010) | • Take It All                             | «Девять»                              | музыка и слова: Мори Йестон |

### 2011—2020
| Церемония   | Песня                                      | Фильм                                | Музыка и слова                                                                      |
| ----------- | ------------------------------------------ | ------------------------------------ | ----------------------------------------------------------------------------------- |
| 83-я (2011) | • We Belong Together                       | «История игрушек: Большой побег»     | музыка и слова: Рэнди Ньюман                                                        |
| 83-я (2011) | • Coming Home                              | «Я ухожу — не плачь»                 | музыка и слова: Том Дуглас, Трой Вёрджес и Хиллари Линдсей                          |
| 83-я (2011) | • I See the Light                          | «Рапунцель: Запутанная история»      | музыка: Алан Менкен, слова: Гленн Слейтер                                           |
| 83-я (2011) | • If I Rise                                | «127 часов»                          | музыка: А. Р. Рахман, слова: Dido, Ролло Армстронг                                  |
| 84-я (2012) | • Man or Muppet                            | «Маппеты»                            | музыка и слова: Брет МакКензи                                                       |
| 84-я (2012) | • Real in Rio                              | «Рио»                                | музыка: Сержио Мендес и Карлиньос Браун, слова: Сида Гаррет                         |
| 85-я (2013) | • Skyfall                                  | «007: Координаты „Скайфолл“»         | музыка и слова: Адель и Пол Эпуорт                                                  |
| 85-я (2013) | • Before My Time                           | «Ускользающий лёд»                   | музыка и слова: Дж. Ральф                                                           |
| 85-я (2013) | • Everybody Needs A Best Friend            | «Третий лишний»                      | музыка: Уолтер Мёрфи, слова: Сет Макфарлейн                                         |
| 85-я (2013) | • Pi’s Lullaby                             | «Жизнь Пи»                           | музыка: Майкл Данна, слова: Бомбей Джайашри                                         |
| 85-я (2013) | • Suddenly                                 | «Отверженные»                        | музыка: Клод-Мишель Шёнберг, слова: Герберт Крецмер и Ален Бублиль                  |
| 86-я (2014) | • Let It Go                                | «Холодное сердце»                    | музыка и слова: Кристен Андерсон-Лопес и Роберт Лопес                               |
| 86-я (2014) | • Happy                                    | «Гадкий я 2»                         | музыка и слова: Фаррелл Уильямс                                                     |
| 86-я (2014) | • The Moon Song                            | «Она»                                | музыка: Карен Орзолек, слова: Карен Орзолек и Спайк Джонз                           |
| 86-я (2014) | • Ordinary Love                            | «Долгий путь к свободе»              | музыка: Боно, Эдж, Адам Клейтон, Ларри Маллен мл. (U2), слова: Боно                 |
| 86-я (2014) | • Alone Yet Not Alone (дисквалификация)    | «Один ещё не одинок»                 | музыка: Брюс Брютон, слова: Деннис Шпигель                                          |
| 87-я (2015) | • Glory                                    | «Сельма»                             | музыка и слова: Джон Ледженд и Common                                               |
| 87-я (2015) | • Everything Is Awesome                    | «Лего. Фильм»                        | музыка и слова: Шон Паттерсон                                                       |
| 87-я (2015) | • Grateful                                 | «За кулисами»                        | музыка и слова: Дайан Уоррен                                                        |
| 87-я (2015) | • I’m Not Gonna Miss You                   | «Глен Кэмпбелл: Я буду собой»        | музыка и слова: Глен Кэмпбелл и Джулиан Рэймонд                                     |
| 87-я (2015) | • Lost Stars                               | «Хоть раз в жизни»                   | музыка и слова: Грегг Александр и Даниэль Брисбуа                                   |
| 88-я (2016) | • Writing’s on the Wall                    | «007: Спектр»                        | музыка и слова: Сэм Смит и Джимми Нейп                                              |
| 88-я (2016) | • Earned It                                | «Пятьдесят оттенков серого»          | музыка и слова: Эйбэл Тесфайе, Ахмад Балше, Джейсон Дахила Куэннвилл и Стефан Мошио |
| 88-я (2016) | • Manta Ray                                | «Гонка на вымирание»                 | музыка: Джей Ральф, слова: Энтони Хегарти                                           |
| 88-я (2016) | • Simple Song #3                           | «Молодость»                          | музыка и слова: Дэвид Лэнг                                                          |
| 88-я (2016) | • Til It Happens to You                    | «Зона охоты»                         | музыка и слова: Дайан Уоррен и Леди Гага                                            |
| 89-я (2017) | • City of Stars                            | «Ла-Ла Ленд»                         | музыка: Джастин Гурвиц, слова: Бендж Пасек и Джастин Пол                            |
| 89-я (2017) | • Audition (The Fools Who Dream)           | «Ла-Ла Ленд»                         | музыка: Джастин Гурвиц, слова: Бендж Пасек и Джастин Пол                            |
| 89-я (2017) | • Can’t Stop the Feeling!                  | «Тролли»                             | музыка и слова: Джастин Тимберлейк, Макс Мартин, Shellback                          |
| 89-я (2017) | • The Empty Chair                          | «Джим: История Джеймса Фоули» (док.) | музыка и слова: Дж. Ральф и Стинг                                                   |
| 89-я (2017) | • How Far I’ll Go                          | «Моана»                              | музыка и слова: Лин-Мануэль Миранда                                                 |
| 90-я (2018) | • Remember Me                              | «Тайна Коко»                         | музыка и слова: Кристен Андерсон-Лопес и Роберт Лопес                               |
| 90-я (2018) | • Mighty River                             | «Ферма „Мадбаунд“»                   | музыка и слова: Мэри Джей Блайдж, Рафаэл Садик и Таура Стинсон                      |
| 90-я (2018) | • Mystery of Love                          | «Зови меня своим именем»             | музыка и слова: Суфьян Стивенс                                                      |
| 90-я (2018) | • Stand Up for Something                   | «Маршалл»                            | музыка и слова: Дайан Уоррен, слова: Common                                         |
| 90-я (2018) | • This Is Me                               | «Величайший шоумен»                  | музыка и слова: Бендж Пасек и Джастин Пол                                           |
| 91-я (2019) | • Shallow                                  | «Звезда родилась»                    | музыка и слова: Леди Гага, Марк Ронсон, Энтони Россомандо и Эндрю Уайатт            |
| 91-я (2019) | • All the Stars                            | «Чёрная пантера»                     | музыка и слова: Кендрик Ламар, Энтони Тиффит, музыка: Марк Спирс, слова: SZA        |
| 91-я (2019) | • I’ll Fight                               | «РБГ»                                | музыка и слова: Дайан Уоррен                                                        |
| 91-я (2019) | • The Place Where Lost Things Go           | «Мэри Поппинс возвращается»          | музыка и слова: Марк Шейман, слова: Скотт Уиттман                                   |
| 91-я (2019) | • When A Cowboy Trades His Spurs For Wings | «Баллада Бастера Скраггса»           | музыка и слова: Дэвид Роулингс и Гиллиан Уэлч                                       |
| 92-я (2020) | • (I’m Gonna) Love Me Again                | «Рокетмен»                           | музыка: Элтон Джон, слова: Берни Топин                                              |
| 92-я (2020) | • I Can’t Let You Throw Yourself Away      | «История игрушек 4»                  | музыка и слова: Рэнди Ньюман                                                        |
| 92-я (2020) | • I’m Standing with You                    | «Прорыв»                             | музыка и слова: Дайан Уоррен                                                        |
| 92-я (2020) | • Into the Unknown                         | «Холодное сердце 2»                  | музыка и слова: Кристен Андерсон-Лопес и Роберт Лопес                               |
| 92-я (2020) | • Stand Up                                 | «Гарриет»                            | музыка и слова: Джошуа Брайан Кэмпбелл и Синтия Эриво                               |

### 2021—2030
| Церемония   | Песня                              | Фильм                                | Музыка и слова                                                                    |
| ----------- | ---------------------------------- | ------------------------------------ | --------------------------------------------------------------------------------- |
| 93-я (2021) | • Fight for You                    | «Иуда и чёрный мессия»               | музыка: H.E.R. и D’Mile, слова: H.E.R. и Тиара Томас                              |
| 93-я (2021) | • Hear My Voice                    | «Суд над чикагской семёркой»         | музыка: Дэниел Пембертон, слова: Дэниел Пембертон и Селеста Уэйт                  |
| 93-я (2021) | • Husavik (My Hometown)            | «Евровидение: История огненной саги» | музыка и слова: Саван Котеча, Fat Max Gsus и Рикард Йоранссон                     |
| 93-я (2021) | • Io sì (Seen)                     | «Вся жизнь впереди»                  | музыка: Дайан Уоррен, слова: Дайан Уоррен и Лаура Паузини                         |
| 93-я (2021) | • Speak Now                        | «Одна ночь в Майами»                 | музыка и слова: Лесли Одом-мл. и Сэм Эшворт                                       |
| 94-я (2022) | • No Time to Die                   | «Не время умирать»                   | музыка и слова: Билли Айлиш и Финнеас О’Коннелл                                   |
| 94-я (2022) | • Be Alive                         | «Король Ричард»                      | музыка и слова: Бейонсе и Dixson                                                  |
| 94-я (2022) | • Dos Oruguitas                    | «Энканто»                            | музыка и слова: Лин-Мануэль Миранда                                               |
| 94-я (2022) | • Down to Joy                      | «Белфаст»                            | музыка и слова: Ван Моррисон                                                      |
| 94-я (2022) | • Somehow You Do                   | «Четыре хороших дня»                 | музыка и слова: Дайан Уоррен                                                      |
| 95-я (2023) | • Naatu Naatu                      | «RRR: Рядом ревёт революция»         | музыка: М. М. Киравани, слова: Чандрабоуз                                         |
| 95-я (2023) | • Applause                         | «Теперь вместе»                      | музыка и слова: Дайан Уоррен                                                      |
| 95-я (2023) | • Hold My Hand                     | «Топ Ган: Мэверик»                   | музыка и слова: Леди Гага и BloodPop                                              |
| 95-я (2023) | • Lift Me Up                       | «Чёрная пантера: Ваканда навеки»     | музыка: Tems, Рианна, Райан Куглер и Людвиг Йоранссон, слова: Tems и Райан Куглер |
| 95-я (2023) | • This Is a Life                   | «Всё везде и сразу»                  | музыка: Райан Лотт, Дэвид Бёрн и Mitski, слова: Райан Лотт и Дэвид Бёрн           |
| 96-я (2024) | • What Was I Made For?             | «Барби»                              | музыка и слова: Билли Айлиш и Финнеас О’Коннелл                                   |
| 96-я (2024) | • The Fire Inside                  | «Обжигающе горячий»                  | музыка и слова: Дайан Уоррен                                                      |
| 96-я (2024) | • I’m Just Ken                     | «Барби»                              | музыка и слова: Марк Ронсон и Эндрю Уайатт                                        |
| 96-я (2024) | • It Never Went Away               | «Американская симфония»              | музыка и слова: Джон Батист и Дэн Уилсон                                          |
| 96-я (2024) | • Wahzhazhe (A Song for My People) | «Убийцы цветочной луны»              | музыка и слова: Скотт Джордж                                                      |
| 97-я (2025) | • El Mal                           | «Эмилия Перес»                       | • музыка: Клеман Дюколь и Камий, слова: Клеман Дюколь, Камий и Жак Одиар          |
| 97-я (2025) | • The Journey                      | «Батальон 6888»                      | музыка и слова: Дайан Уоррен                                                      |
| 97-я (2025) | • Like A Bird                      | «Синг-Синг»                          | музыка и слова: Авраам Александр и Адриан Кесада                                  |
| 97-я (2025) | • Mi Camino                        | «Эмилия Перес»                       | музыка и слова: Камий и Клеман Дюколь                                             |
| 97-я (2025) | • Never Too Late                   | «Элтон Джон: Никогда не поздно»      | музыка и слова: Элтон Джон, Брэнди Карлайл, Эндрю Уотт и Берни Топин              |

## Рекорды
| Наибольшее количество наград                | 4 награды    | Сэмми Кан         |
| Наибольшее количество наград                | 4 награды    | Джеймс Ван Хьюсен |
| Наибольшее количество наград                | 4 награды    | Алан Менкен       |
| Наибольшее количество наград                | 4 награды    | Джонни Мерсер     |
| Наибольшее количество номинаций с наградой  | 26 номинаций | Сэмми Кан         |
| Наибольшее количество номинаций без награды | 15 номинаций | Дайан Уоррен      |